# NGC 1020
NGC 1020 è una galassia lenticolare vista di taglio situata nella costellazione della Balena, a una distanza di circa 330 milioni di anni luce dalla nostra Via Lattea.

## Scoperta
La galassia è stata scoperta il 15 gennaio 1865 dall'astronomo tedesco Albert Marth.